# Нисес (Јужна Каролина)
Нисес (енгл. Neeses) град је у америчкој савезној држави Јужна Каролина.

## Демографија
По попису из 2010. године број становника је 374, што је 39 (-9,4%) становника мање него 2000. године.
|                   | 2010.        | 2000.        |
| Укупно            | 374 (100,0%) | 413 (100,0%) |
| Белци             | 285 (76,20%) | 301 (72,88%) |
| Афроамериканци    | 75 (20,05%)  | 86 (20,82%)  |
| Хиспаноамериканци | 6 (1,604%)   | 7 (1,695%)   |
| Остали            | 5 (1,337%)   | 18 (4,358%)  |
| Азијати           | 3 (0,802%)   | 1 (0,242%)   |